# زهیرا
زهیرا (انگلیسی: Zaheera) بازیگر هندی است. او در سال ۱۹۶۹ حرفه بازیگری را با حضور در فیلم جیمز باند، در خدمت سرویس مخفی ملکه شروع کرد. زهیرا در این فیلم در نقش یک دختر هندی با نام زارا بازی کرد. او دهۀ بعد را در فیلم های بالیوود فعالیت کرد. زهیرا اولین نقش اصلی خود را در فیلم دختر تلفنی شروع کرد، که در آن دوران یک موضوع بحث برانگیز تلقی می شد.

## فیلم‌شناسی
- در خدمت سرویس مخفی ملکه (۱۹۶۹) در نقش زارا
- قمارباز (۱۹۷۱)
- دختر تلفنی (۱۹۷۴)
- آدم پرهیزکار (۱۹۷۵)
- کار (۱۹۷۸)
- خدا قسم (۱۹۸۱)